# Giro dell'Emilia
Giro dell'Emilia er et italiensk endagsløb i landevejscykling som arrangeres hvert år i oktober. Løbet er blevet arrangeret siden 1909. Løbet er af UCI klassificeret med 1.Pro og er en del af UCI ProSeries. Det regnes for et af de største løb i Italien, med en lang historie. 

## Vindere
| År                                            | Vinder                   | Toer                 | Treer               |
| --------------------------------------------- | ------------------------ | -------------------- | ------------------- |
| 1909                                          | Eberardo Pavesi          | Giuseppe Brambilla   | Luigi Ganna         |
| 1910                                          | Luigi Ganna              | Pierino Albini       | Alfredo Sivocci     |
| 1911                                          | Clemente Canepari        | Vincenzo Borgarello  | Carlo Durando       |
| 1912                                          | Ugo Agostoni             | Giuseppe Santhià     | Costante Girardengo |
| 1913                                          | Alfonso Calzolari        | Ezio Corlaita        | Carlo Durando       |
| 1914                                          | Ezio Corlaita            | Costante Girardengo  | Carlo Durando       |
| 1915-1916 ikke arrangeret pga. 1. verdenskrig |                          |                      |                     |
| 1917                                          | Angelo Gremo             | Luigi Lucotti        | Costante Girardengo |
| 1918                                          | Costante Girardengo      | Leopoldo Torricelli  | Alfonso Calzolari   |
| 1919                                          | Costante Girardengo      | Ezio Corlaita        | Lauro Bordin        |
| 1920                                          | Giovanni Brunero         | Costante Girardengo  | Emilio Petiva       |
| 1921                                          | Costante Girardengo      | Giovanni Brunero     | Bartolomeo Aymo     |
| 1922                                          | Costante Girardengo      | Alfredo Sivocci      | Ugo Agostoni        |
| 1923                                          | Michele Gordini          | Giuseppe Enrici      | Pasquale Di Pietro  |
| 1924                                          | Pietro Linari            | Gaetano Belloni      | Costante Girardengo |
| 1925                                          | Costante Girardengo      | Alfredo Binda        | Giovanni Brunero    |
| 1926 ikke arrangeret                          |                          |                      |                     |
| 1927                                          | Domenico Piemontesi      | Alfredo Binda        | Allegro Grandi      |
| 1928                                          | Alfonso Piccin           | Pietro Fossati       | Michele Mara        |
| 1929                                          | Allegro Grandi           | Adolfo Bordoni       | Felice Gremo        |
| 1930                                          | Mario Bonetti            | Camillo Erba         | Attilio Pavesi      |
| 1931                                          | Glauco Servadei          | Giovanni Tulipani    | Renato Scorticati   |
| 1932-1933 ikke arrangeret                     |                          |                      |                     |
| 1934                                          | Marco Cimatti            | Romeo Rossi          | Mario Simoni        |
| 1935                                          | Aldo Bini                | Eugenio Gestri       | Ruggero Balli       |
| 1936                                          | Giuseppe Olmo            | Olimpio Bizzi        | Pietro Rimoldi      |
| 1937                                          | Cesare Del Cancia        | Adriano Vignoli      | Giovanni Gotti      |
| 1938                                          | Corrado Ardizzoni        | Bianco Bianchi       | Renzo Silvestri     |
| 1939                                          | Serafino Biagioni        | Doro Morigi          | Giovanni Brotto     |
| 1940                                          | Osvaldo Bailo            | Mario Ricci          | Pietro Rimoldi      |
| 1941                                          | Fausto Coppi             | Enrico Mollo         | Gino Bartali        |
| 1942                                          | Adolfo Leoni             | Aldo Bini            | Cino Cinelli        |
| 1943                                          | Nedo Logli               | Primo Zuccotti       | Elio Bertocchi      |
| 1944-1945 ikke arrangeret pga. 2. verdenskrig |                          |                      |                     |
| 1946                                          | Adolfo Leoni             | Sergio Maggini       | Serse Coppi         |
| 1947                                          | Fausto Coppi             | Gino Bartali         | Alfredo Martini     |
| 1948                                          | Fausto Coppi             | Vittorio Rossello    | Settimio Simonini   |
| 1949                                          | Virgilio Salimbeni       | Sergio Pagliazzi     | Silvio Pedroni      |
| 1950                                          | Luciano Maggini          | Enzo Nannini         | Danilo Barozzi      |
| 1951                                          | Luciano Maggini          | Giorgio Albani       | Sergio Pagliazzi    |
| 1952                                          | Gino Bartali             | Giuseppe Minardi     | Fausto Coppi        |
| 1953                                          | Gino Bartali             | Giancarlo Astrua     | Lido Sartini        |
| 1954                                          | Nino Defilippis          | Rino Benedetti       | Michele Gismondi    |
| 1955                                          | Nino Defilippis          | Bruno Monti          | Eugenio Bertoglio   |
| 1956                                          | Bruno Monti              | Adolfo Grosso        | Rino Benedetti      |
| 1957                                          | Bruno Monti              | Giuseppe Fallarini   | Angelo Conterno     |
| 1958                                          | Diego Ronchini           | Noè Conti            | Vito Favero         |
| 1959                                          | Ercole Baldini           | Alessandro Fantini   | Walter Martin       |
| 1960                                          | Pierino Baffi            | Diego Ronchini       | Carlo Brugnami      |
| 1961                                          | Diego Ronchini           | Giorgio Zancanaro    | Franco Balmamion    |
| 1962                                          | Bruno Mealli             | Walter Martin        | Antonio Suárez      |
| 1963                                          | Italo Zilioli            | Silvano Ciampi       | Giovanni Bettinelli |
| 1964 ikke arrangeret                          |                          |                      |                     |
| 1965                                          | Michele Dancelli         | Adriano Durante      | Franco Bitossi      |
| 1966                                          | Carmine Preziosi         | Italo Mazzacurati    | Luigi Zuccotti      |
| 1967                                          | Michele Dancelli         | Guido De Rosso       | Franco Bitossi      |
| 1968                                          | Gianni Motta             | Giancarlo Polidori   | Claudio Michelotto  |
| 1969                                          | Gianni Motta             | Franco Bitossi       | Felice Gimondi      |
| 1970                                          | Franco Bitossi           | Italo Zilioli        | Michele Dancelli    |
| 1971                                          | Gianni Motta             | Ole Ritter           | Giancarlo Polidori  |
| 1972                                          | Eddy Merckx              | Santiago Lazcano     | Felice Gimondi      |
| 1973                                          | Franco Bitossi           | Marcello Bergamo     | Miguel María Lasa   |
| 1974                                          | Francesco Moser          | Roger De Vlaeminck   | Costantino Conti    |
| 1975                                          | Enrico Paolini           | Felice Gimondi       | Alfredo Chinetti    |
| 1976                                          | Roger De Vlaeminck       | Italo Zilioli        | Glauco Santoni      |
| 1977                                          | Mario Beccia             | Bernt Johansson      | Phil Edwards        |
| 1978                                          | Bernt Johansson          | Wladimiro Panizza    | Alfio Vandi         |
| 1979                                          | Francesco Moser          | Pierino Gavazzi      | Silvano Contini     |
| 1980                                          | Gianbattista Baronchelli | Wladimiro Panizza    | Jørgen Marcussen    |
| 1981                                          | Pierino Gavazzi          | Francesco Moser      | Silvano Contini     |
| 1982                                          | Pierino Gavazzi          | Silvano Contini      | Emanuele Bombini    |
| 1983                                          | Cesare Cipollini         | Daniele Caroli       | Dag Erik Pedersen   |
| 1984                                          | Ezio Moroni              | Michael Wilson       | Roberto Ceruti      |
| 1985                                          | Acácio da Silva          | Claudio Corti        | Marino Lejarreta    |
| 1986                                          | Hubert Seiz              | Dag Erik Pedersen    | Pierino Gavazzi     |
| 1987                                          | Jean-François Bernard    | Moreno Argentin      | Jiří Škoda          |
| 1988                                          | Tony Rominger            | Maurizio Fondriest   | Rolf Sørensen       |
| 1989                                          | Dmitri Konyschew         | Maurizio Fondriest   | Mauro Gianetti      |
| 1990                                          | Davide Cassani           | Gilles Delion        | Yvon Madiot         |
| 1991                                          | Davide Cassani           | Ivan Gotti           | Charly Mottet       |
| 1992                                          | Gianni Bugno             | Davide Cassani       | Stephen Hodge       |
| 1993                                          | Maurizio Fondriest       | Pascal Richard       | Claudio Chiappucci  |
| 1994                                          | Francesco Casagrande     | Maurizio Fondriest   | Davide Cassani      |
| 1995                                          | Davide Cassani           | Massimo Donati       | Alessio Di Basco    |
| 1996                                          | Michele Bartoli          | Luc Leblanc          | Bjarne Riis         |
| 1997                                          | Oleksandr Honchenkov     | Sergio Barbero       | Felice Puttini      |
| 1998                                          | Mirko Celestino          | Massimo Donati       | Michele Bartoli     |
| 1999                                          | Michael Boogerd          | Massimo Donati       | Marcello Siboni     |
| 2000                                          | Gilberto Simoni          | Massimo Codol        | Mirko Celestino     |
| 2001                                          | Jan Ullrich              | Francesco Casagrande | Davide Rebellin     |
| 2002                                          | Michele Bartoli          | Ivan Basso           | Michael Rasmussen   |
| 2003                                          | José Iván Gutiérrez      | Aleksandr Kolobnev   | Davide Rebellin     |
| 2004                                          | Ivan Basso               | Francesco Casagrande | Rinaldo Nocentini   |
| 2005                                          | Gilberto Simoni          | Fränk Schleck        | Mirko Celestino     |
| 2006                                          | Davide Rebellin          | Danilo Di Luca       | Giuseppe Di Grande  |
| 2007                                          | Fränk Schleck            | Davide Rebellin      | Chris Horner        |
| 2008                                          | Danilo Di Luca           | Davide Rebellin      | Aleksandr Kolobnev  |
| 2009                                          | Robert Gesink            | Jakob Fuglsang       | Thomas Lövkvist     |
| 2010                                          | Robert Gesink            | Daniel Martin        | Michele Scarponi    |
| 2011                                          | Carlos Betancur          | Bauke Mollema        | Rigoberto Urán      |
| 2012                                          | Nairo Quintana           | Fredrik Kessiakoff   | Franco Pellizotti   |
| 2013                                          | Diego Ulissi             | Chris Anker Sørensen | Davide Villella     |
| 2014                                          | Davide Rebellin          | Ángel Madrazo        | Franco Pellizotti   |
| 2015                                          | Jan Bakelants            | Andrea Fedi          | Ángel Madrazo       |
| 2016                                          | Esteban Chaves           | Romain Bardet        | Rigoberto Urán      |
| 2017                                          | Giovanni Visconti        | Vincenzo Nibali      | Rigoberto Urán      |
| 2018                                          | Alessandro De Marchi     | Rigoberto Urán       | Dylan Teuns         |
| 2019                                          | Primož Roglič            | Michael Woods        | Sergio Higuita      |
| 2020                                          | Aleksandr Vlasov         | João Almeida         | Diego Ulissi        |
| 2021                                          | Primož Roglič            | João Almeida         | Michael Woods       |
| 2022                                          | Enric Mas                | Tadej Pogačar        | Domenico Pozzovivo  |
| 2023                                          | Primož Roglič            | Tadej Pogačar        | Simon Yates         |
| 2024                                          | Tadej Pogačar            | Tom Pidcock          | Davide Piganzoli    |